# Ghiacciaio Honeycomb
Il ghiacciaio Honeycomb è un ghiacciaio vallivo situato sulla costa di Borchgrevink, nella regione nord-occidentale della Dipendenza di Ross, in Antartide. In particolare, il ghiacciaio, il cui punto più alto si trova a circa 1200 m s.l.m., ha origine nell'estremità sud-orientale dei monti dell'Ammiragliato e da qui fluisce dapprima verso nord-est, partendo dal versante settentrionale del monte Whewell attorno al quale gira per poi scorrere verso sud lungo il versante orientale del suddetto monte e lungo quello occidentale della cresta Honeycomb, fino ad entrare nella baia di Moubray dopo essere stato arricchito dal flusso del ghiacciaio Whewell.

## Storia
Il ghiacciaio Honeycomb è stato mappato per la prima volta dallo United States Geological Survey grazie a fotografie scattate dalla marina militare statunitense (USN) durante ricognizioni aeree e terrestri effettuate nel periodo 1960-62, e così battezzato da membri della spedizione neozelandese di ricognizione geologica in Antartide svolta nel 1957-58, in associazione la vicina cresta Honeycomb (in inglese: favo), così chiamata in virtù dei tanti fori presenti in essa che ricordano un po' le celle di un favo.